# Station Wyrzysk Osiek
Station Wyrzysk Osiek is een spoorwegstation in de Poolse plaats Osiek nad Notecią.